# Odontomachus hastatus
Odontomachus hastatus är en myrart som först beskrevs av Fabricius 1804.  Odontomachus hastatus ingår i släktet Odontomachus och familjen myror. Inga underarter finns listade i Catalogue of Life.

## Bildgalleri

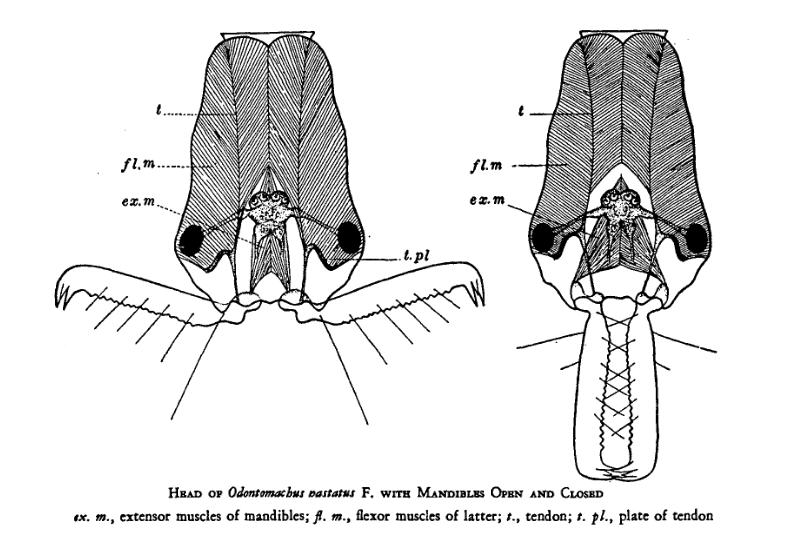